# Вигдоров, Александр Львович
Алекса́ндр Льво́вич Ви́гдоров (род. 1955) — советский и российский архитектор, проектировщик ряда наземных и подземных объектов Московского метрополитена. Почётный строитель города Москвы.

## Биография
Родился в 1955 году в Москве. Окончил Московский архитектурный институт в 1978 году. Член Союза архитекторов СССР (затем России) с 1989 года. С 1978 по 2008 год работал в «Метрогипротрансе». С 2012 года — главный архитектор 15-й мастерской ОАО «Мосинжпроект» (с 2015-го — в составе «Моспромпроекта»). В 2014 году мэр Москвы Сергей Собянин подписал указ о присвоении Александру Вигдорову звания «Почётный строитель города Москвы» за большой вклад в развитие строительной отрасли города и многолетний добросовестный труд. В 2023-м году указом Президента России Владимира Путина Александру Вигдорову присвоено звание «Заслуженный строитель России».

## Проекты

### Станции Московского метрополитена
| Название                       | Линия | Год запуска | Соавторы                                                                |
| ------------------------------ | ----- | ----------- | ----------------------------------------------------------------------- |
| Царицыно                       | @2    | 1984/1985   | В. Черёмин                                                              |
| Чеховская                      | @9    | 1987        | В. Черёмин                                                              |
| Черкизовская                   | @1    | 1990        | В. Черёмин, при участии Л. Борзенкова                                   |
| Тимирязевская                  | @9    | 1991        | В. Черёмин, Л. Борзенков                                                |
| Бибирево                       | @9    | 1992        | В. Черёмин, Л. Борзенков                                                |
| Алтуфьево                      | @9    | 1994        | Л. Борзенков                                                            |
| Чкаловская                     | @10   | 1995        | Н. Алёшина, Л. Борзенков                                                |
| Кожуховская                    | @10   | 1995        | Л. Борзенков                                                            |
| Воробьёвы горы (реконструкция) | @1    | 2002        | Л. Борзенков, Г. Мун, Н. Расстегняева, Н. Шумаков, соавтор Н. Солдатова |
| Выставочная                    | @4    | 2005        | Л. Борзенков, О. Фарстова                                               |
| Кунцевская (южная платформа)   | @3    | 2008        |                                                                         |
| Воронцовская                   | @11   | 2021        | С. Каретников                                                           |
| Зюзино                         | @11   | 2021        | С. Каретников                                                           |
| Новаторская                    | @11   | 2021        | С. Каретников                                                           |
| Новаторская                    | @16   | 2024        | С. Каретников, Т. Давыдова                                              |
| Университет дружбы народов     | @16   | 2024        | С. Каретников, Е. Папоротская, Е. Чигвинцева                            |
| Генерала Тюленева              | @16   | 2024        | В. Бутурлинцев, С. Каретников, И. Чистяков                              |
| Тютчевская                     | @16   | 2024        | В. Бутурлинцев, С. Каретников, Ю. Севастьянов                           |
| Корниловская                   | @16   | 2024        | В. Бутурлинцев, С. Каретников, Е. Зеленова, Т. Закиряев                 |

Также принимал участие в проектировании Бутовской линии. Под руководством А. Вигдорова мастерская № 15 «Мосинжпроекта» выполнила проекты ряда будущих станций Третьего пересадочного контура (на участках от «Проспекта Вернадского» до «Зюзино» и от «Рижской» до «Авиамоторной»), станций Некрасовской линии, архитектурные проекты интерьеров станций, кассовых залов и наземных вестибюлей для Люблинско-Дмитровской линии.

## Профессиональная позиция
"Иногда думаешь: "Ну сколько можно, уже надо на пенсию, но, с другой стороны, надо же доделать вот это, надо вот это… « Вся жизнь в метрополитене, как бесконечный конвейер: ты одну станцию закончил, другая у тебя в стройке, третья у тебя в проектировании идет, и как же я могу бросить свое детище? Вот когда я ушел в 2008 году из „Метрогипротранса“, как раз был момент, когда я закончил какую-то работу и новой просто не было. Непонятно было, что дальше. Вот тут я сорвался и ушел. В 2008-м случился кризис, строительство практически остановилось. Но в 2012 году образовалась новая мастерская, которая возникла при „Мосинжпроекте“, и меня пригласили возглавить её архитектурное направление. Я из ничего создал очень неплохой коллектив, такое ответвление. Была своя уникальная школа „Метрогипротранса“, нас учило поколение до нас, их учило поколение до них, то есть с 1930-х годов передавалось это знание от учителя к ученику и далее. И мне тоже удалось какую-то молодую поросль проектировщиков метро вырастить. Я очень этим горжусь. Сейчас они уже настоящие мастера. В планах — Троицкая линия, а потом эту Троицкую должны протащить до Троицка».

## Награды и премии
- 2006 — Серебряный знак фестиваля «Зодчество-2006» за проект станции Московского метрополитена «Деловой центр» Филёвской линии, совместно с Л. Л. Борзенковым, О. Ю. Фарстовой)[6].
- 2006 — Серебряный диплом XIV Международного фестиваля «Зодчество» за проект станции «Деловой центр»[7].

## Галерея

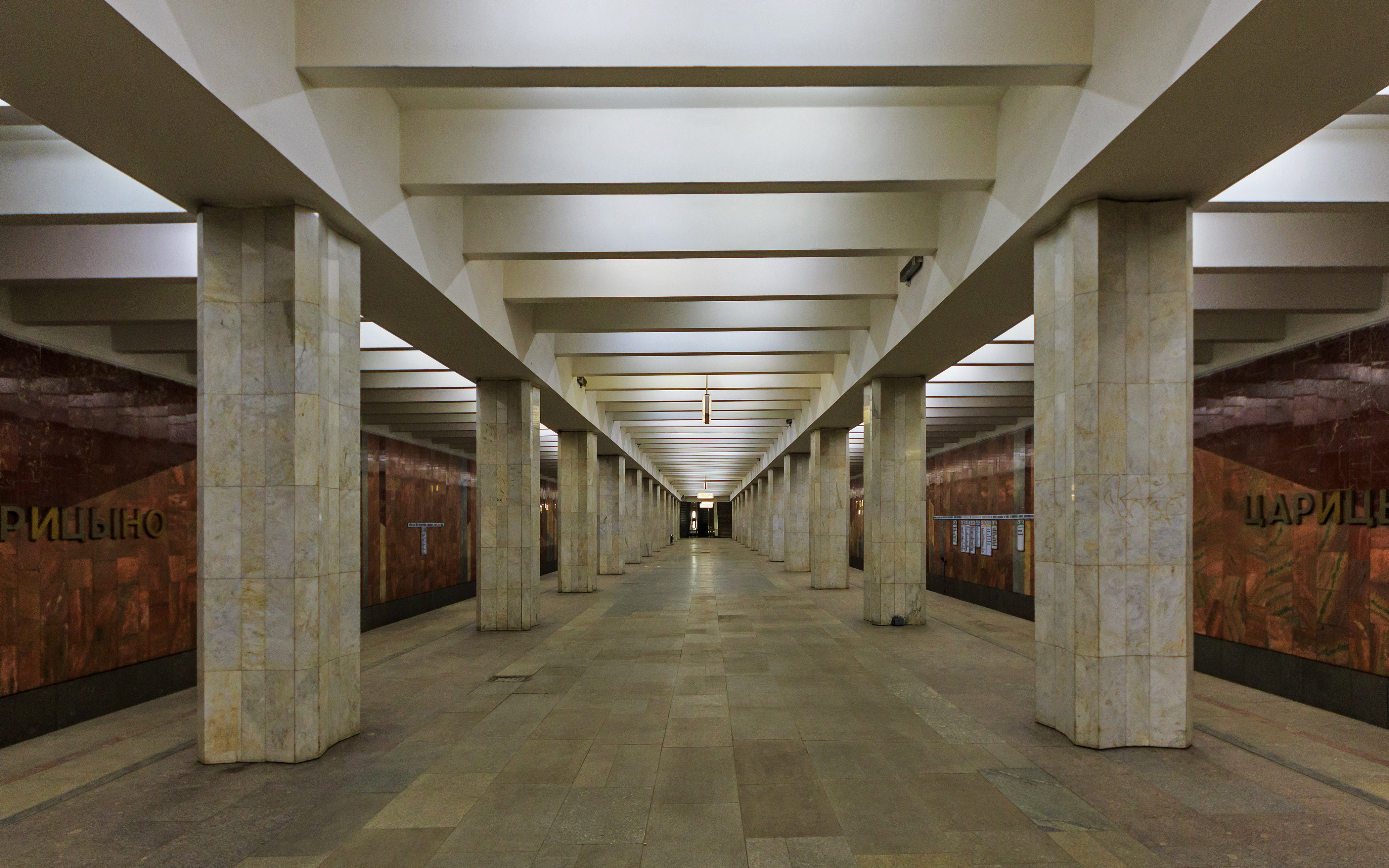
«Царицыно»
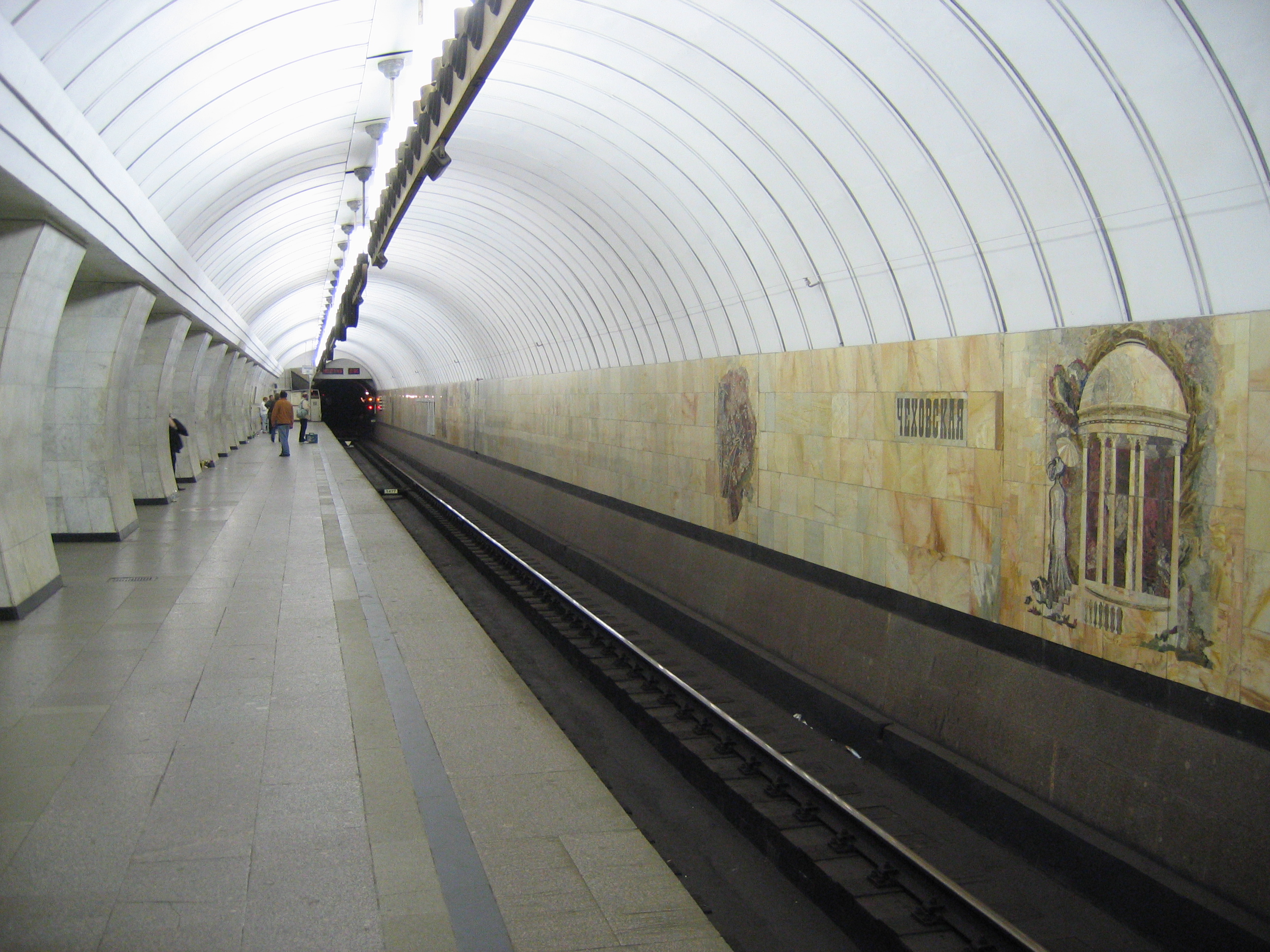
«Чеховская»
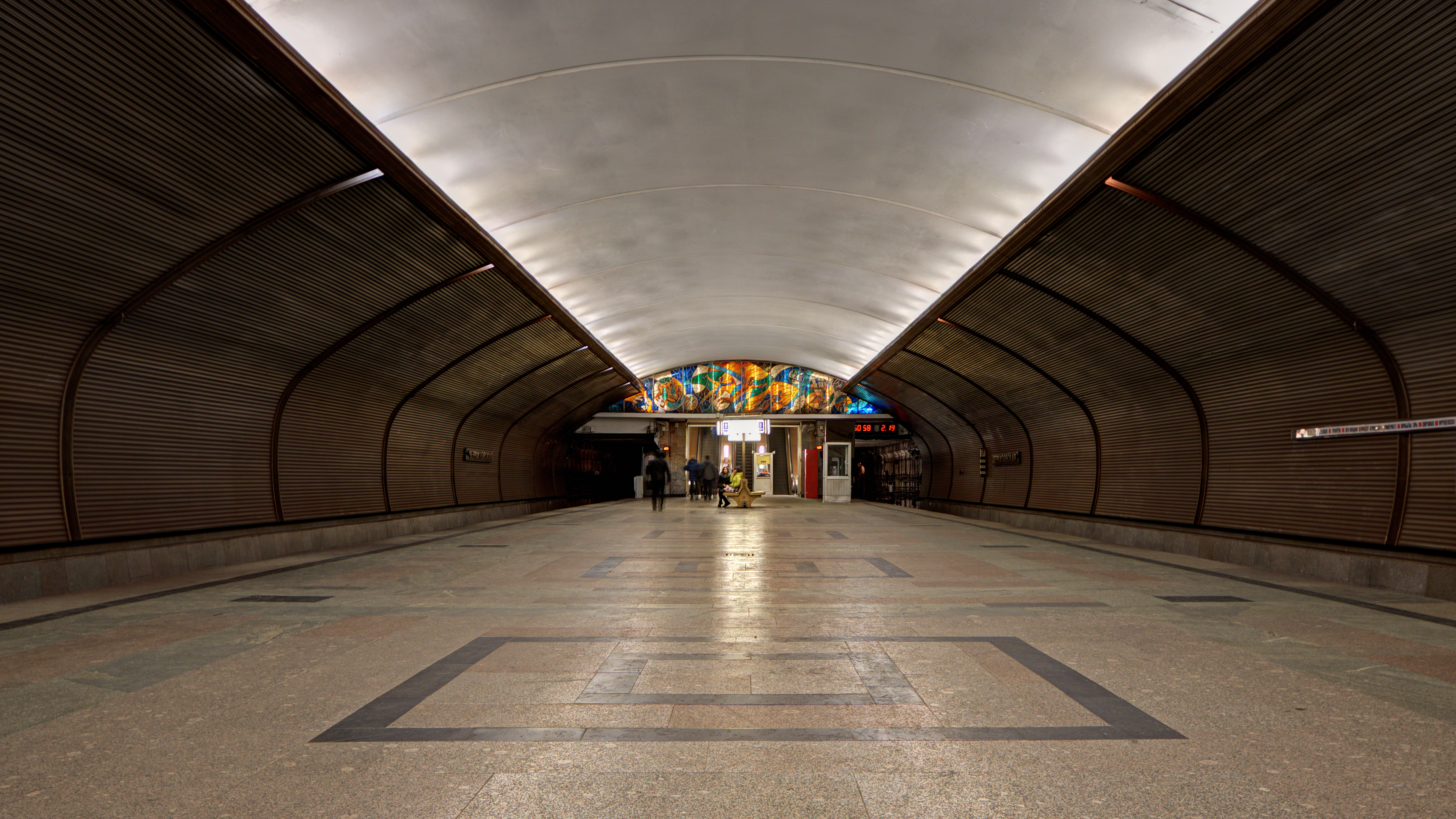
«Черкизовская»
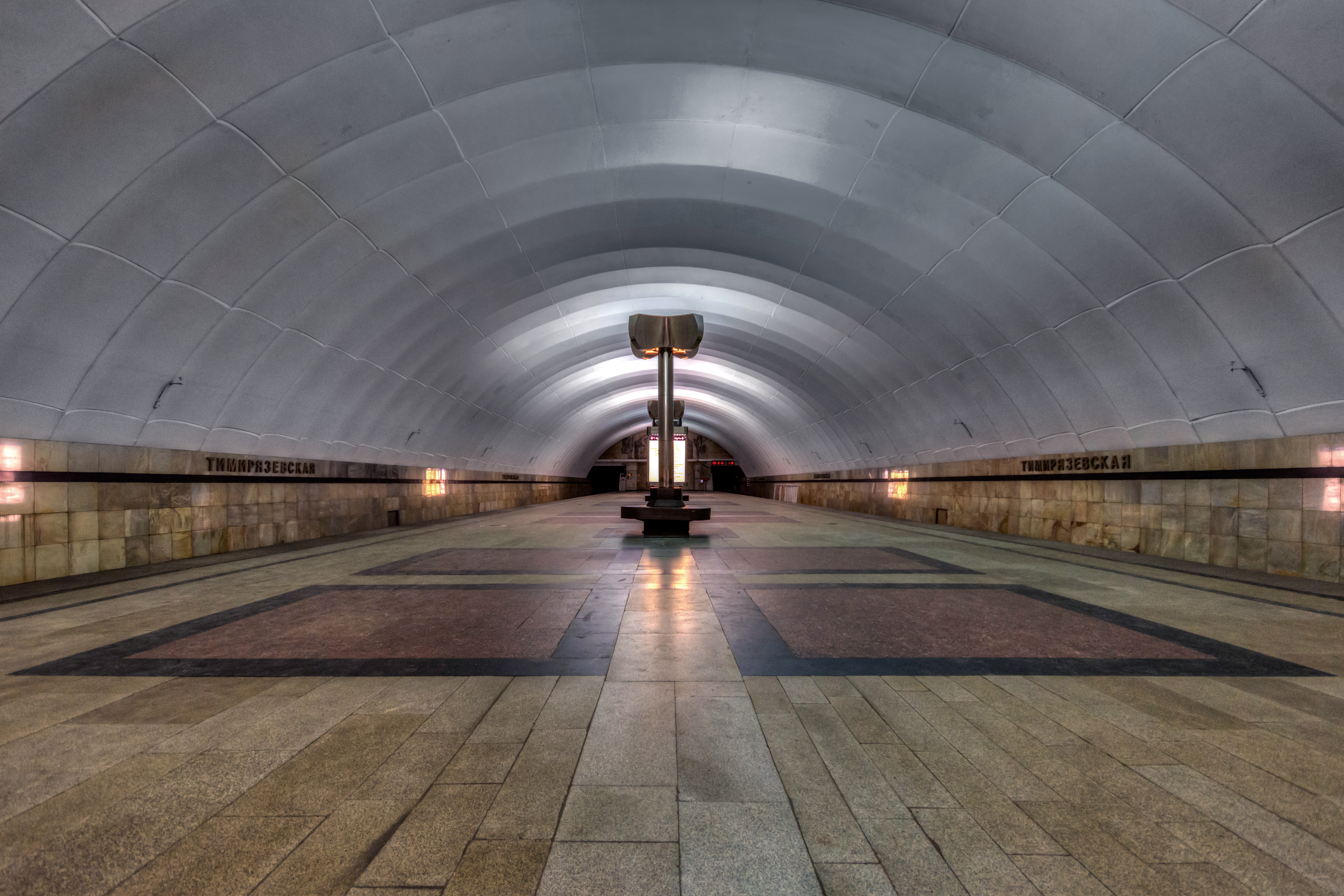
«Тимирязевская»
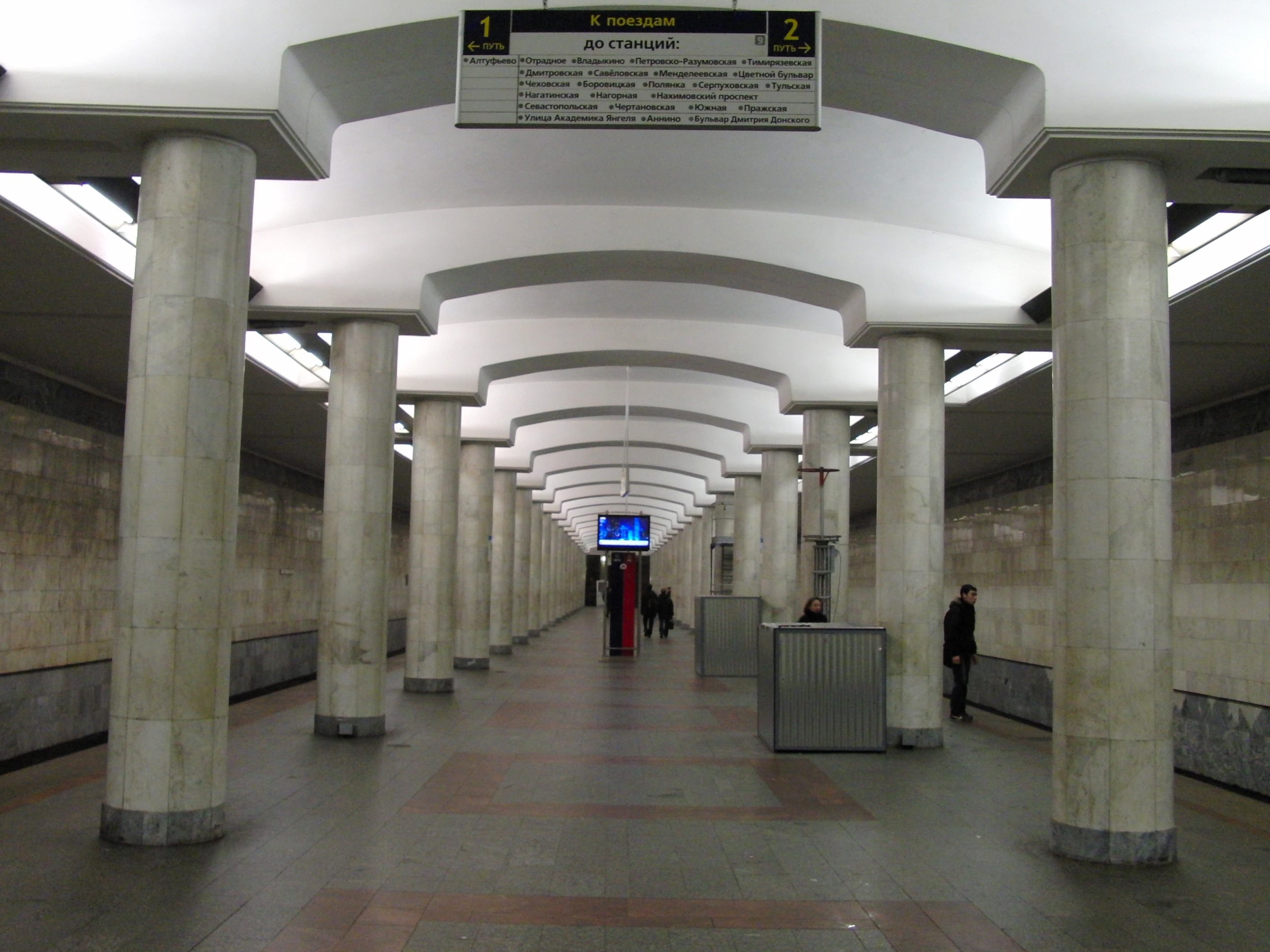
«Бибирево»
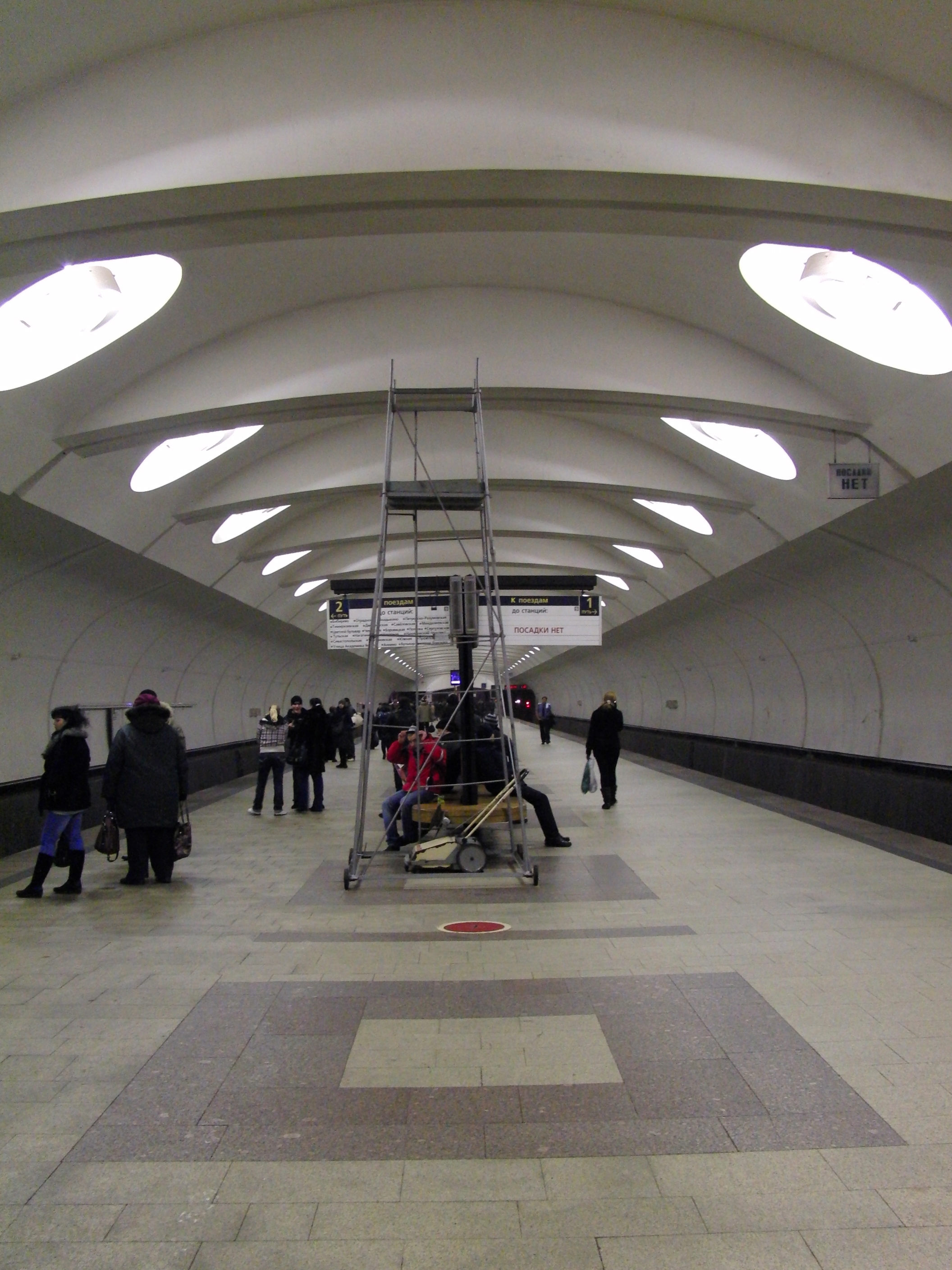
«Алтуфьево»
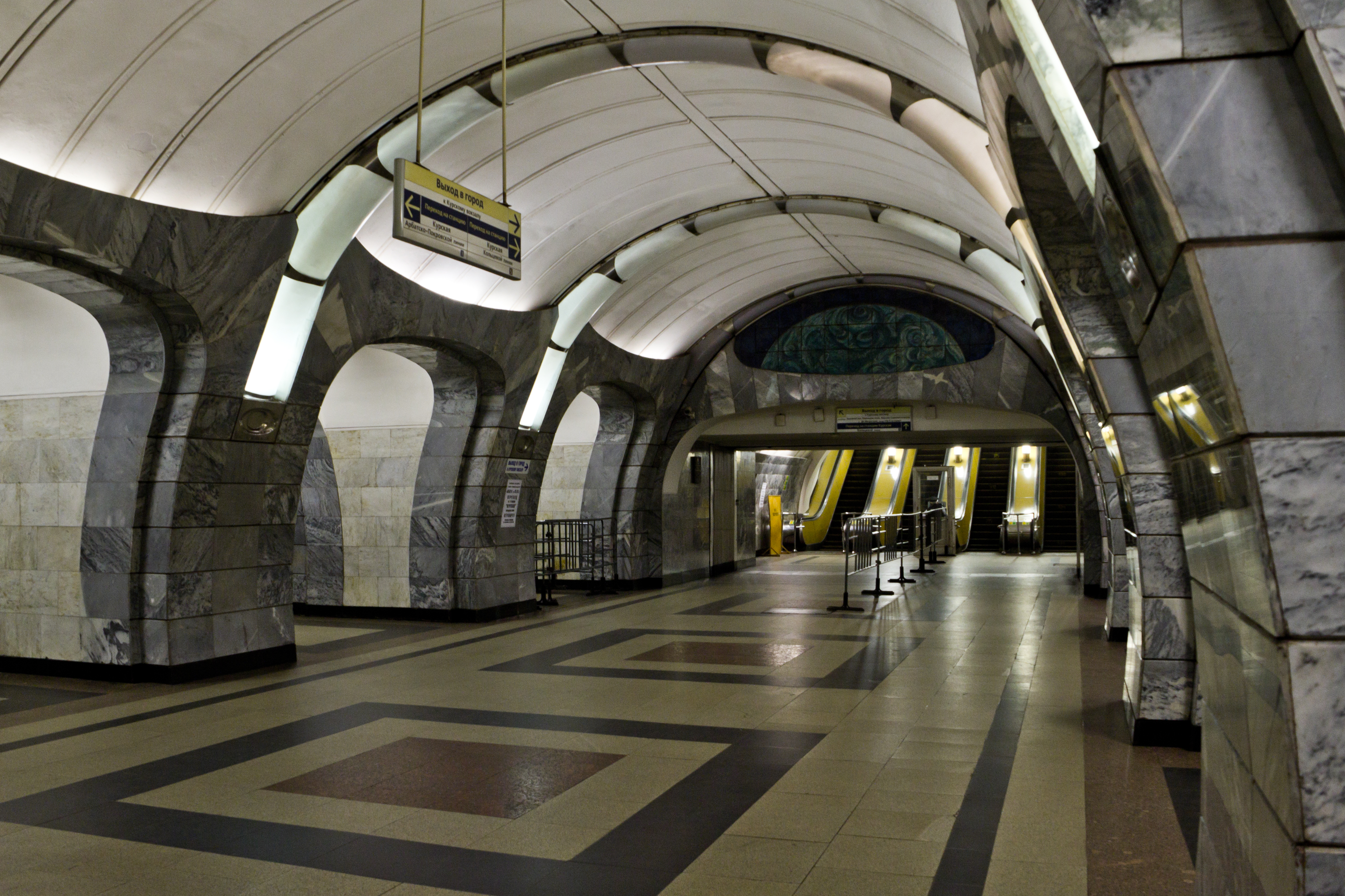
«Чкаловская»
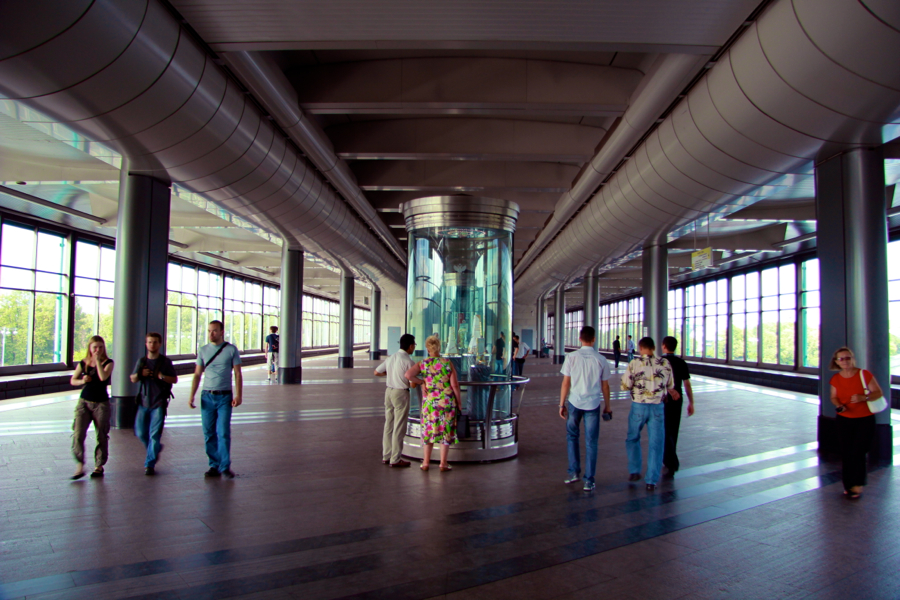
«Воробьёвы горы»
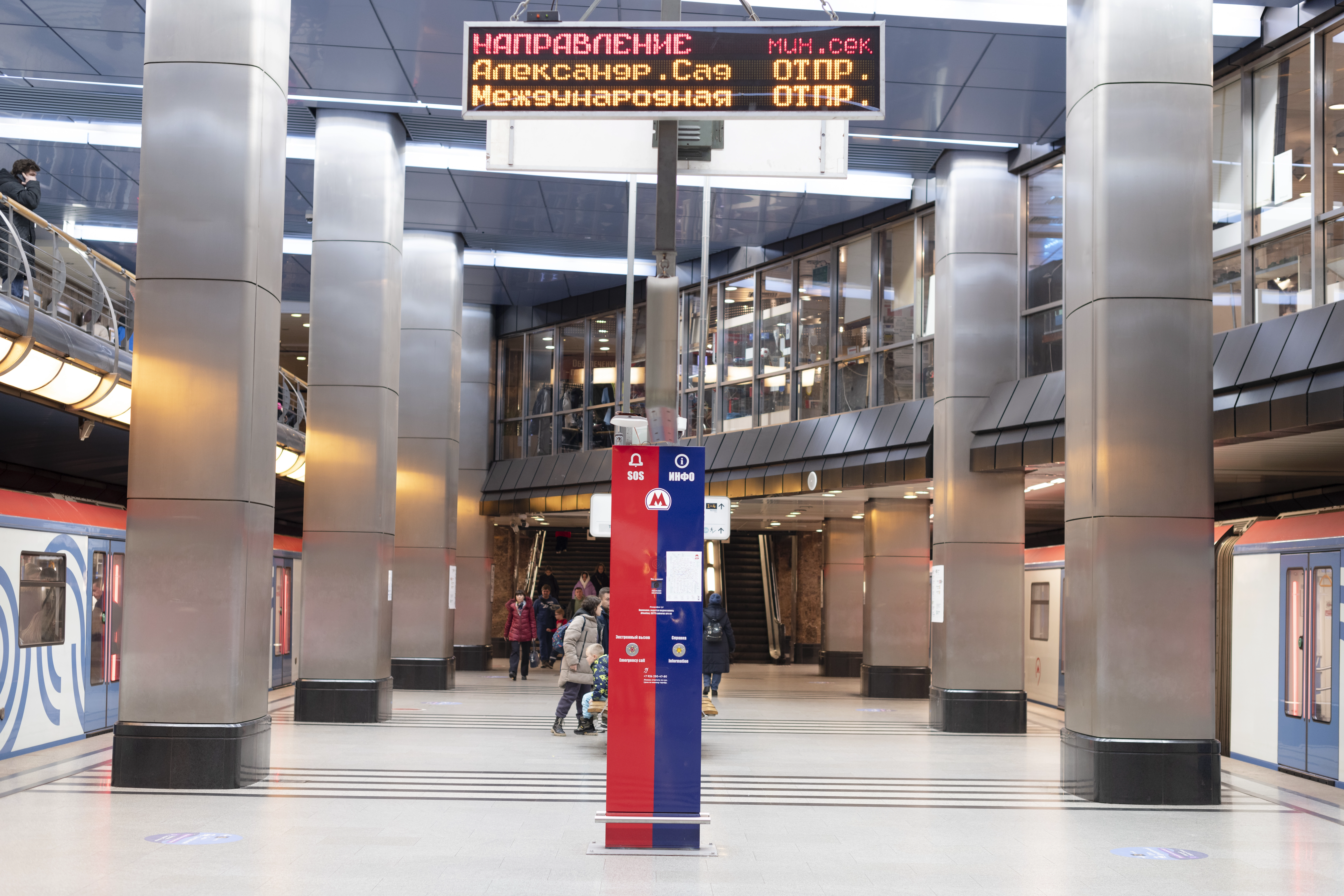
«Выставочная»
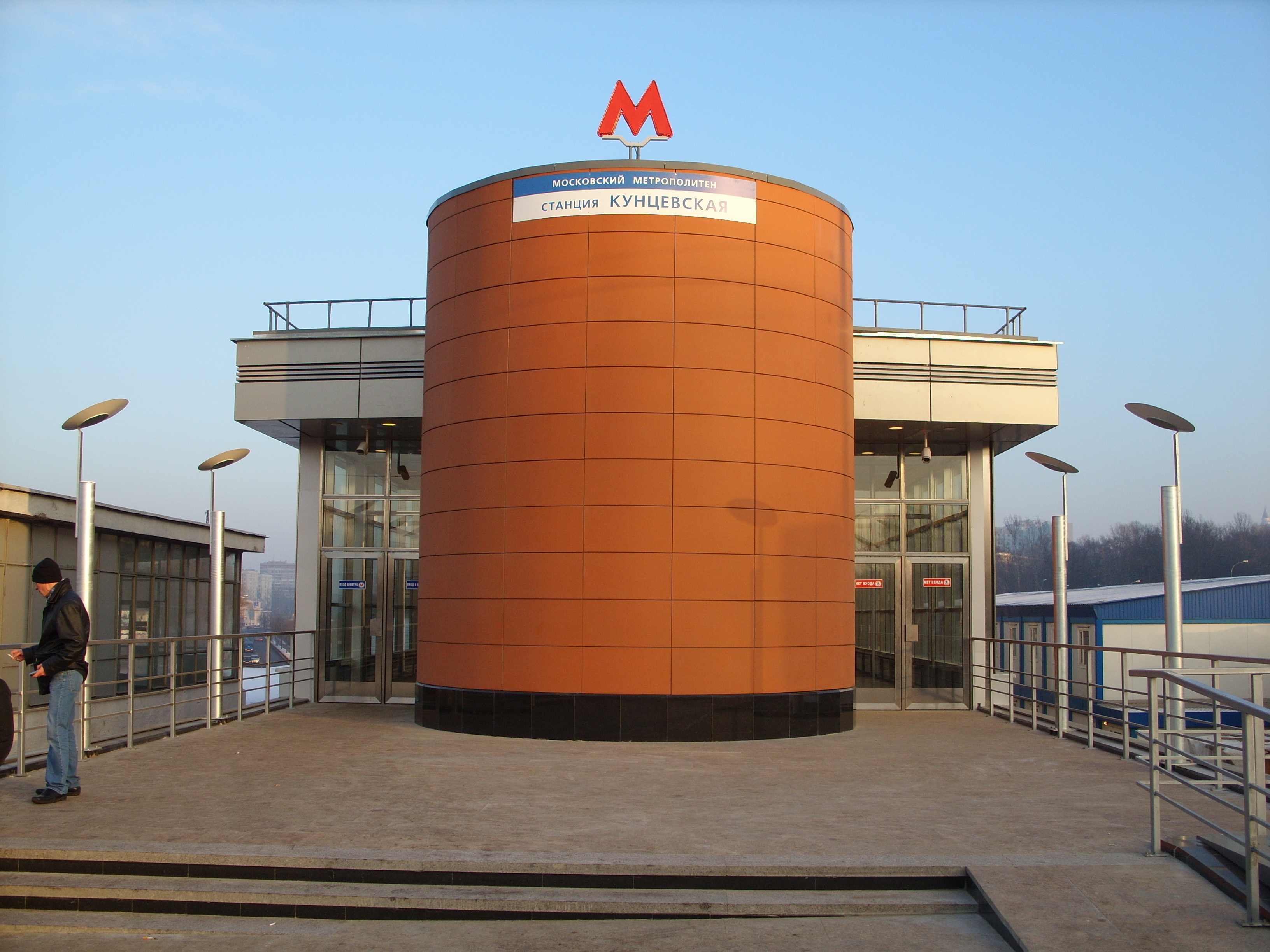
«Кунцевская»
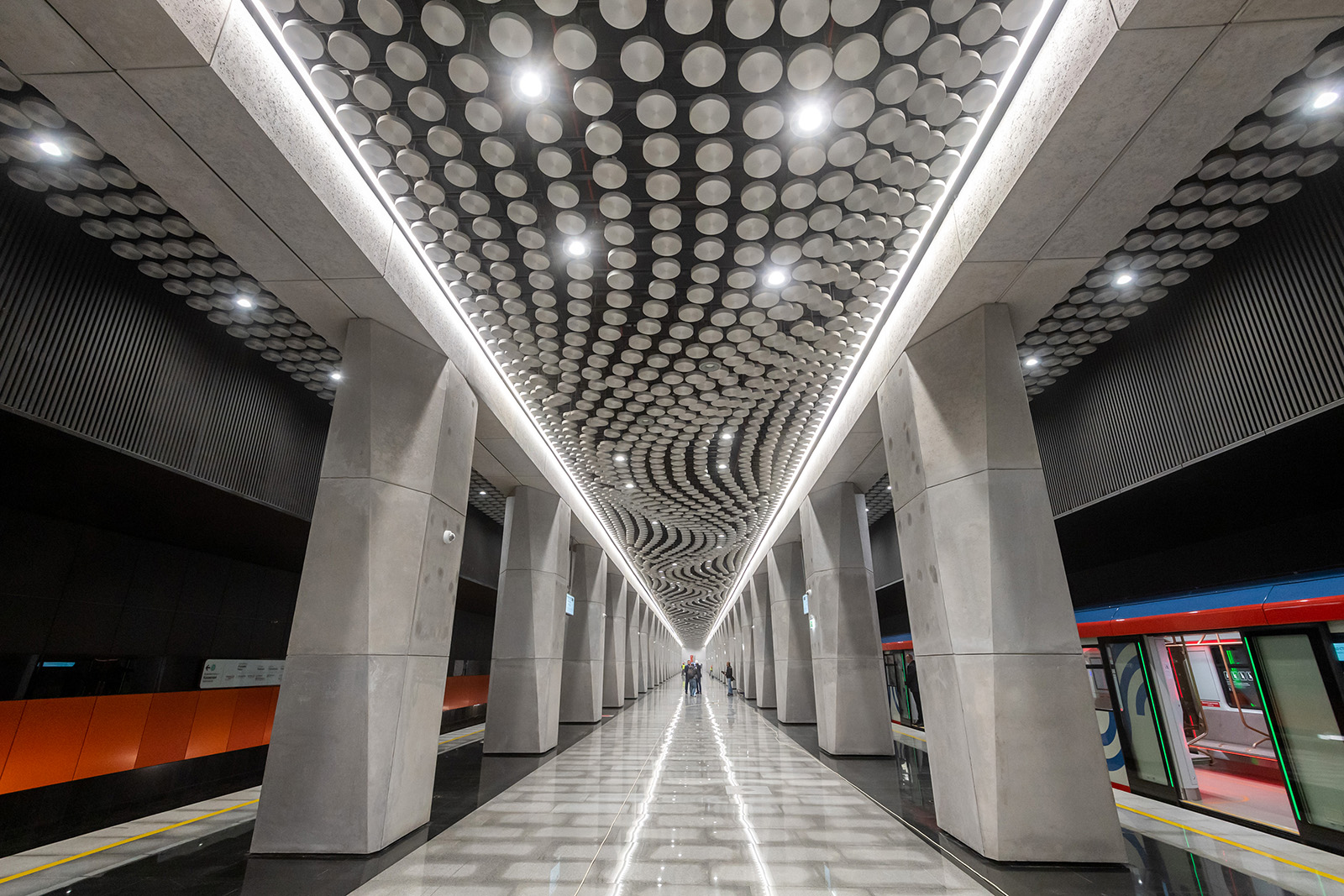
«Воронцовская»